# ليلينغستون لول (باكينجهامشير)
ليلينغستون لول (بالإنجليزية: Lillingstone Lovell)‏ هي قرية وأبرشية مدنية تقع في المملكة المتحدة في إنجلترا. يقدر عدد سكانها بـ 129 نسمة .